# 印度共产党（马列）红星
印度共产党（马列）红星（英語：Communist Party of India (Marxist-Leninist) Red Star），简称印共（马列）红星（CPI (ML) Red Star），是印度的一个共产主义政党。该党成立于2009年，分裂自印度共产党（马列）阶级斗争。该党是革命政党和组织国际协调的成员。
在西孟加拉邦，该党参与了反对班加尔正在进行的电网项目的抗议活动。虽然该党的许多成员因此被逮捕，包括其妇女组织领导人沙米什哈·乔杜里，但这一运动仍在继续。